# Henry William de Saussure
Henry William de Saussure (ur. 16 sierpnia 1763 w Pocotaligo, zm. 26 marca 1839 w Columbii) – amerykański prawnik, sędzia, działacz społeczny i uczestnik wojny o niepodległość Stanów Zjednoczonych. W 1795 roku pełnił funkcję drugiego w historii dyrektora U.S. Mint.

## Życiorys
Urodził się 16 sierpnia 1763 roku w Pocotaligo (Karolina Południowa) w rodzinie kupca Daniela de Saussure’a i Mary McPherson. Jako nastolatek brał udział w wojnie o niepodległość Stanów Zjednoczonych, m.in. uczestniczył w obronie Charlestown. W maju 1780 roku dostał się do brytyjskiej niewoli, a następnie został wygnany do Filadelfii. Podjął tam studia prawnicze, a w 1784 roku przyjęto go do palestry Pensylwanii. W 1785 roku ożenił się z Elizabeth Ford i powrócił do Karoliny Południowej, gdzie ze swoim szwagrem otworzył praktykę prawniczą .
W 1790 roku brał udział w pracach nad projektem i uchwaleniem konstytucji Karoliny Południowej. W 1791 roku został wybrany do Zgromadzenia Ogólnego Karoliny Południowej, w którym działał przez całe lata 90. XVIII wieku, z przerwą na sprawowanie funkcji dyrektora U.S. Mint w 1795 roku. Zaangażował się również w działania Partii Federalistycznej i reorganizację systemu sądowniczego Karoliny Południowej .
9 lipca 1795 roku został wybrany drugim w historii dyrektorem amerykańskiej mennicy. Od początku sprawowania swojej funkcji zmagał się z krytyką mennicy, której zarzucano niedostateczną emisję pieniądza oraz złe projekty monet. Podjął starania na rzecz zwiększenia emisji złotych monet, w szczególności Half Eagle. Pod koniec lipca do obiegu trafiły 744 monety pięciodolarowe. Zainicjował także prace nad nowym wizerunkiem dolara. W rezultacie w 1795 roku rozpoczęto bicie dolara Draped Bust. W połowie września 1795 roku poinformował prezydenta o zamiarze rezygnacji ze stanowiska. 27 października jako pierwszy poinformował prezydenta Jerzego Waszyngtona o fakcie, iż poprzedni dyrektor mennicy, David Rittenhouse, zezwolił na niezgodne z prawem zawyżanie próby srebra do wybijania monet o nominale jednego dolara. 28 października został zastąpiony przez Eliasa Boudinota.
W 1800 roku został ponownie wybrany do Zgromadzenia Ogólnego Karoliny Południowej. Przyczynił się do założenia South Carolina College, późniejszego University of South Carolina, który postrzegał jako kuźnię przyszłych elit politycznych stanu. W 1808 roku został ponownie wybrany do zgromadzenia, jednak w grudniu tego samego roku zrezygnował z funkcji, aby zostać sędzią South Carolina Court of Equity. Funkcję tę pełnił do 1824 roku .
Zmarł 26 marca 1839 w Columbii . Został pochowany na tamtejszym cmentarzu.